# 貨車君

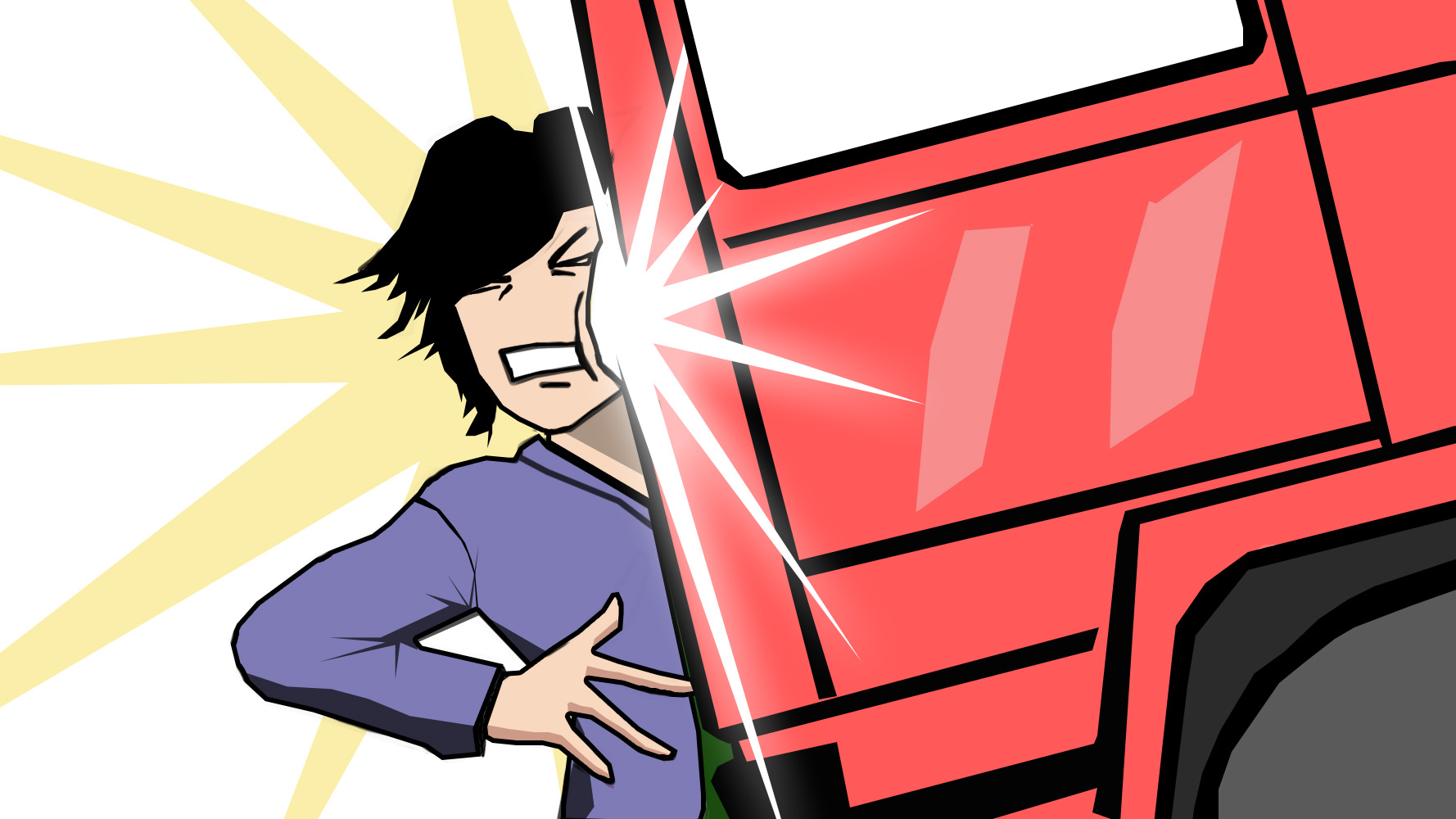
不少異世界題材漫畫的主人公都因為被货车撞死，而得以轉生到異世界。此一情節因此成為網路迷因

貨車君（英語：Truck-kun）是與異世界題材有關的網路迷因。不少異世界作品的主人公都因為被货车撞死，而得以轉生到異世界。有鑑於此，部分粉絲便把該些貨車稱為貨車君，並稱其職責就是殺死主人公，然後把之傳送到異世界。

## 起源
2015年4月14日，Reddit用戶poloport發佈了一篇題為「漫畫中的貨車——《天降未來新娘》」的貼文。他於貼文內把漫畫《天降未來新娘》的情節拿出來討論——當中主人公倫之介雖被貨車撞到，但没被撞死，反因此而遇上另一位重要角色。這則貼文隨即引起網民討論，他們紛紛於貼文內舉出其他漫畫中「主人公被貨車撞到」的例子。其中異世界漫畫佔一大比例。一個月後，Reddit上開始出現以貨車君代指這種情節裝置的討論，不過目前尚不清楚其是否就是貨車君的出處。
2017年，某位動畫迷整理出一份圖表，於当中统計了各異世界轉生作品的主人公死法。此一圖表在2018年時亦有更新。當中有37位主人公「因貨車造成的交通事故死亡」，而死於一般交通事故的有38位。此外亦有102位死於不明原因。

## 後續發展
之後陸續有評論者在評論中用到「貨車君」一詞。他們在評論《我不是說了能力要平均值嗎？》、《無職轉生～到了異世界就拿出真本事～》、《我想成為影之強者！》、《佐賀偶像是傳奇》、《賢者之孫》時，都特別以貨車君來稱呼撞死主人公的貨車。《為美好的世界獻上祝福！》則惡搞了這一元素——主人公佐藤和真一度認為自己是因把馬上被貨車撞到的女生救開而身故，但後來發現自己是把拖拉机錯看成貨車而嚇得休克，最終死亡。

## 反應
在該一迷因誕生後，人們開始關注早期動漫作品中的交通事故如何推動劇情發展。手塚治虫的科幻漫畫《铁臂阿童木》亦成為關注焦點。在作品中，日本科學省省長天馬博士因為兒子飛雄在交通意外中死亡，而按其形象製造出阿童木。